# Elias Hoff Melkersen
Elias Hoff Melkersen (Stjørdal, 2002. december 31. –) norvég korosztályos válogatott labdarúgó, a holland Sparta Rotterdam csatárja kölcsönben a skót Hibernian csapatától.

## Pályafutása

### Klubcsapatokban
Melkersen a norvégia Stjørdal községben született. Az ifjúsági pályafutását a helyi Stjørdals-Blink csapatában kezdte, majd a Bodø/Glimt akadémiájánál folytatta.
2019-ben mutatkozott be a Bodø/Glimt első osztályban szereplő felnőtt keretében. 2020 és 2021 között a Hødd és a Ranheim csapatát erősítette kölcsönben. 2022. január 5-én 4½ éves szerződést kötött a skót első osztályban érdekelt Hibernian együttesével. Először a 2022. március 2-ai, Dundee ellen 0–0-ás döntetlennel zárult mérkőzés 77. percében, Christian Doidge cseréjeként lépett pályára. A 2022–23-as szezon második felében a holland Sparta Rotterdamnál szerepelt kölcsönben.

### A válogatottban
Melkersen az U17-es, az U18-as és az U20-as korosztályú válogatottakban is képviselte Norvégiát.

## Statisztikák
2023. január 21. szerint
| Klub                          | Szezon   | Osztály              | Bajnokság | Bajnokság | Kupa és ligakupa | Kupa és ligakupa | Nemzetközi | Nemzetközi | Összesen | Összesen |
| Klub                          | Szezon   | Osztály              | Meccs     | Gól       | Meccs            | Gól              | Meccs      | Gól        | Meccs    | Gól      |
| ----------------------------- | -------- | -------------------- | --------- | --------- | ---------------- | ---------------- | ---------- | ---------- | -------- | -------- |
| Hødd (kölcsönben)             | 2020     | 2. divisjon          | 7         | 4         | 0                | 0                | —          | —          | 7        | 4        |
| Ranheim (kölcsönben)          | 2021     | OBOS-ligaen          | 26        | 17        | 3                | 2                | —          | —          | 29       | 19       |
| Hibernian                     | 2021–22  | Scottish Premiership | 10        | 0         | 2                | 2                | —          | —          | 12       | 2        |
| Hibernian                     | 2022–23  | Scottish Premiership | 13        | 0         | 4                | 1                | —          | —          | 17       | 1        |
| Hibernian                     | Összesen | Összesen             | 23        | 0         | 6                | 3                | 0          | 0          | 29       | 3        |
| Sparta Rotterdam (kölcsönben) | 2022–23  | Eredivisie           | 1         | 0         | 0                | 0                | —          | —          | 1        | 0        |
| Összesen                      | Összesen | Összesen             | 57        | 21        | 9                | 5                | 0          | 0          | 66       | 26       |